# Усков, Артём Глебович
Артём Гле́бович Уско́в (род. 23 марта 2010) — российский шахматист, международный мастер (2022), самый молодой в России (12 лет и 9 месяцев). Чемпион мира до 12 лет (2022), в 11 лет стал чемпионом Москвы по блицу до 19 лет.
Победитель RUDAR 1 GM 2023 в Пожареваце, разделил 2-3 места на SixDays Budapest GM March. Участник чемпионатов мира по рапиду и блицу (2022, 2023) и чемпионата Европы 2023. На Аэрофлот Опен 2024 не проиграл ни одной партии в 9 турах (2 победы и 7 ничьих), по итогу турнира у него был второй после Александра Грищука средний рейтинг соперников.

## Биография
Играет в шахматы с 7 лет. Занимался в московских шахматных школах: «Этюд» в Отрадном и в Курчатовской школе в Щукино. Занимается шахматами по 5-6 часов в день.
Увлекается футболом и теннисом, любит ходить на рыбалку.
На чемпионате мира по рапиду 2021 произошёл инцидент с Владиславом Ковалёвым. Усков сделал неправильный ход, Ковалёв сказал об этом арбитрам. Когда часы были остановлены, у Ускова оставалась 1 секунда, в итоге он просрочил время.